# Wodzisław Śląski
Wodzisław Śląski (Duits: Loslau) is een stad in het Poolse woiwodschap Silezië, gelegen in de powiat Wodzisławski. De oppervlakte bedraagt 49,62 km², het inwonertal 50.493 (2007). De stad ligt vlak bij de grens met Tsjechië, 25 km van de stad Ostrava.

## Sport
Wodzisław Śląski is onder meer bekend vanwege de voetbalclub Odra Wodzisław Śląski, uitkomend in de Ekstraklasa, de Poolse competitie.

## Geboren
- Ewelina Kamczyk (1996), voetbalster